# Нічний цирк
«Нічний цирк» (англ. The Night Circus) — дебютний роман американської письменниці Ерін Моргенштерн, опублікований 2011 року видавництвом Doubleday. Книга розповідає про таємничий цирк, який з'являється без попередження і працює лише вночі, а також про двох молодих ілюзіоністів, Селію Бовен та Марко Алісандро, яких з дитинства готували як суперників у смертельній грі, невідомій їм обом.

## Сюжет
Дія роману розгортається наприкінці XIX — початку XX століття. Містер А. Г., загадковий і багатий чоловік, та його колишній наставник, чарівник на ім'я Гектор Бовен (відомий як Просперо Магніфік), укладають угоду. Вони обирають двох дітей — Селію Бовен та Марко Алісандро — і починають їх таємно навчати магії та ілюзіям. Коли діти досягають повноліття, їх представляють як учасників таємничого нічного «Цирку сновидінь» ісп. Le Cirque des Rêves, який несподівано з'являється в різних містах по всьому світу і працює лише від заходу до світанку.
Селія та Марко не знають, що вони є суперниками у грі, яку їхні наставники ведуть вже багато років. Кожен з них має вразити іншого своїми цирковими виступами, використовуючи магію та ілюзії. Однак, проводячи час разом у цирку, вони закохуються одне в одного, що ускладнює їхнє протистояння та ставить під загрозу саму суть гри.
Цирк наповнений дивовижними шатрами й атракціонами: крижаний сад, хмарний лабіринт, колодязь бажань, що шепоче, та багато інших. За лаштунками працює команда талановитих артистів та майстрів, серед яких особливу роль відіграють близнюки Поппет та Вільям, народжені в ніч відкриття цирку, та Катаріна Домінгес, відома дресувальниця левів.
З плином часу Селія та Марко намагаються знайти спосіб розірвати угоду їхніх наставників, щоб вберегти своє кохання і цирк, який став для них домом.

## Основні персонажі
- Селія Бовен — обдарована ілюзіоністка, дочка Гектора Бовена. Її виступи в цирку відзначаються витонченістю та магічною майстерністю.
- Марко Алісандро — талановитий ілюзіоніст, названий син та учень Містера А. Г. Він відрізняється творчістю та глибоким розумінням магії.
- Гектор Бовен (Просперо Магніфік) — загадковий та владний чарівник, батько Селії та один з організаторів гри.
- Містер А. Г. — багатий та впливовий чоловік, наставник Марко та другий організатор гри.
- Поппет та Вільям — близнюки, народжені в ніч відкриття цирку. Вони мають особливий зв'язок з цирком і здатність передбачати майбутнє.
- Катаріна Домінгес — харизматична дресувальниця левів у цирку.
- Ізабель Вейн — подруга дитинства Марко, яка допомагає йому у його завданнях.

## Відгуки та визнання
Книга отримала широке визнання критиків та читачів. Її відзначали за оригінальну концепцію, атмосферний стиль та складних персонажів.
- Роман став бестселером за версією The New York Times та був перекладений 37 мовами світу.
- був номінований на премію Goodreads Choice Awards[en] 2011 і здобув перемогу на премії Alex Awards[en].
- 2012 року «Нічний цирк» здобув премію Locus як найкращий дебютний роман.

## Співпраця
Британське видавництво Harvill Secker спільно з Failbetter Games розробили супровідну гру-головоломку до книги. Ця гра була запущена 1 вересня 2011 року, за два тижні до виходу книги. Згодом[коли?] гру перенесли на платформу Storynexus.
Права на екранізацію «Нічного цирку» придбала компанія Summit Entertainment. Продюсерами фільму стали Девід Гейман і Джефф Кліффорд. У лютому 2012 року сценаристкою проєкту була найнята Мойра Буффіні. У лютому 2019 року стало відомо, що режисером екранізації, яку зніматиме Lionsgate, буде Джеремі Джаспер.